# Zevio (Venetien)

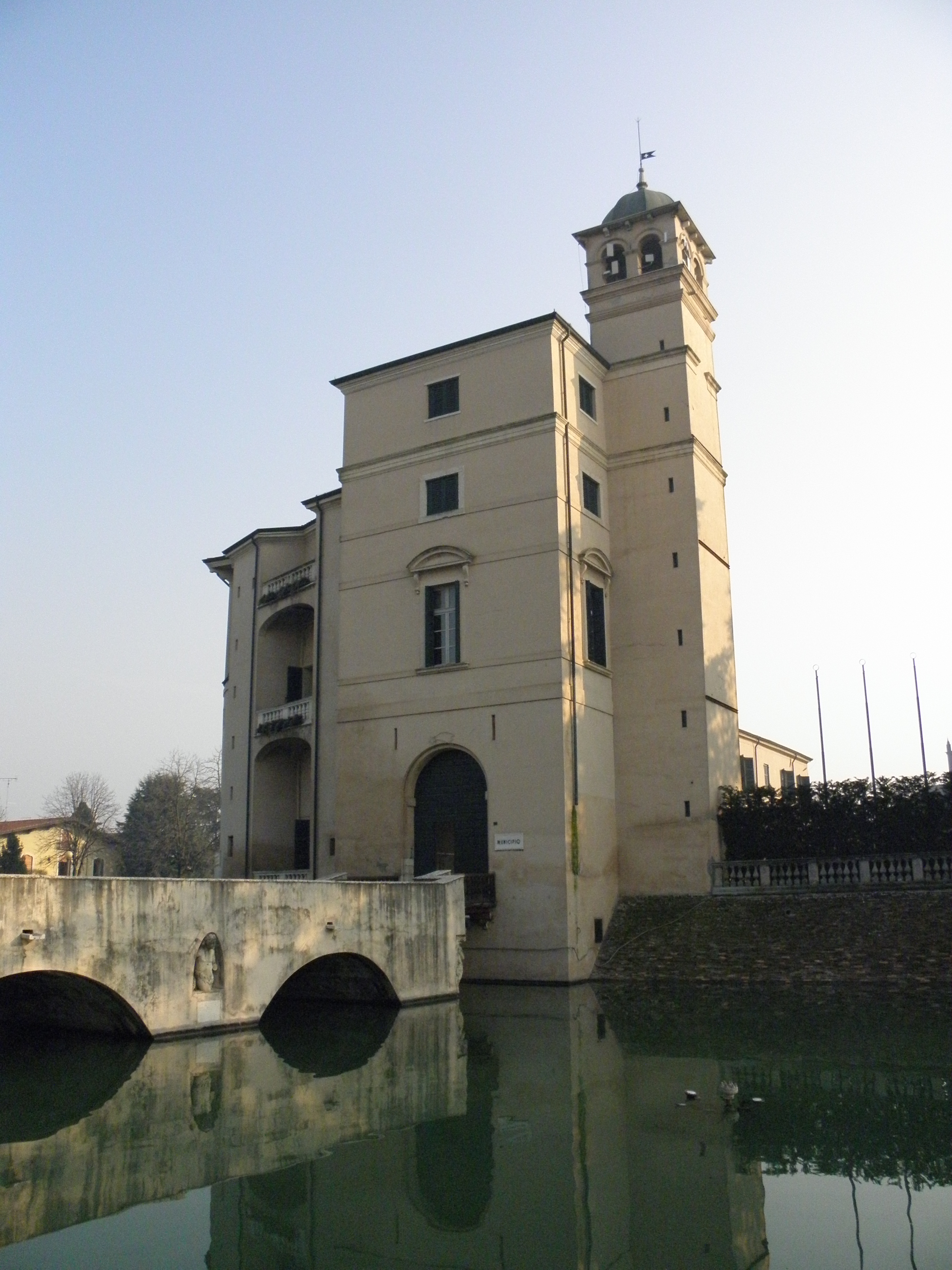
Villa Sagramosa in Zevio

Zevio ist eine norditalienische Gemeinde (comune) mit 15.696 Einwohnern (Stand 31. Dezember 2023) in der Provinz Verona in Venetien. Der Ort liegt etwa 13 Kilometer südöstlich von Verona an der Etsch.
Der Ortsname leitet sich vermutlich von dem germanischen Stamm der Gepiden ab. 846 wird der Ort als Gebitus erwähnt.

## Wirtschaft und Verkehr
Der Ort liegt im Weinanbaugebiet Arcole DOC.

## Persönlichkeiten
- Altichiero da Zevio (um 1330–um 1390), Maler
- Stefano da Verona (1374–1450), Maler
- Dino Verzini (* 1943), Radrennfahrer
- Felice Besostri (1944–2024), Jurist und Politiker
- Maurizio Tosi (1944–2017), Archäologe
- Massimo Strazzer (* 1969), Radrennfahrer

## Städtepartnerschaft
Zevio unterhält eine inneritalienische Partnerschaft mit der Stadt Arborea in der Provinz Oristano.